# ال کاستیلو (متا)
ال کاستیلو (انگلیسی: El Castillo, Meta) یک منطقه مسکونی در کلمبیا است.